# Christopher Horenbarch
Christopher Horenbarch (auch Christoffer Hornbarch, Christoffer Hornberg, Christopher Horenburg, Christofer Horenbach und Christofer Horenbarch; † nach 1599) war ein deutscher Stück- und Glockengießer.

## Leben

### Familie
Es gilt als sicher, dass Christopher Horenbarch der alten hannöverschen Familie Horenbarch angehörte, „die sich nach dem bekannten Dorfe nannte.“ Dazu zählte beispielsweise der Gropengießer Bartelt Horenbarch, der 1469 das Bürgerrecht der Stadt Hannover erwarb. Im Hausbuch der Stadt für die Jahre 1456 und 1465 findet sich darüber hinaus der Ratsherr und Kupferschmiedemeister Dietrich Horenbarch. Ein Sohn oder Bruder namens Hans Horenbarch goss 1599 drei Geschütze für die Stadt Hannover.

### Werdegang
Als Meister wirkte Christopher Horenbarch in dem durch den Rat der Stadt Hannover 1581 finanzierten Älteren Städtischen Gießhof am Ende der Burgstraße außerhalb der Stadtmauer. Dort goss Horenbarch im Jahr 1583 beispielsweise 20 mittelgroße Geschütze von schlechter Qualität, von denen die letzten erst im Dreißigjährigen Krieg in den Jahren 1628 bis 1630 umgegossen wurden.

## Werke
Von Christopher Horenbarch sind acht Kirchenglocken aus der Gegend um Hannover bekannt. Diese befanden sich in Schulenburg (1565), Leveste (1567, von „Christopher Horenburg“; Glocke seit 1760 durch Riss unbrauchbar, 1813 verkauft.), Bilm (1578), Bönnien (1581), Wunstorf (1582), Kolenfeld (1584), Hohnhorst (1588) und Petze (1599).
Zu den 20 Geschützen von 1583 gehören die „Gans“ (Signatur als „Christofer Horenbach“) und der „Adler“ (Signatur als „Christofer Horenbarch“).